# Câu lạc bộ bóng đá Tây Ninh
Câu lạc bộ bóng đá Tây Ninh là một câu lạc bộ bóng đá Việt Nam có trụ sở ở Tây Ninh, hiện đang thi đấu tại Giải hạng Nhì quốc gia.

## Lịch sử
Câu lạc bộ từng thi đấu ở giải bóng đá vô địch quốc gia từ mùa giải đầu tiên năm 1980. Sau khi xuống hạng ở mùa giải 1982-1983, họ thường đi đấu các giải phong trào và ít được để ý tới cho đến năm 2003, khi họ giành quyền lên chơi ở giải Hạng Nhì. Năm 2005, đội bóng đã thành lập công ty cổ phần bóng đá thay thế sự quản lý của tỉnh; cùng năm đội giành vị trí thứ 2 tại giải Hạng Nhì và một suất thi đấu ở Hạng Nhất năm 2006.

## Thành tích
- Giải hạng nhì:

- Á quân (1): 2005

- Giải hạng ba:

- Vô địch (1): 2003

## Đội hình hiện tại
Ghi chú: Quốc kỳ chỉ đội tuyển quốc gia được xác định rõ trong điều lệ tư cách FIFA. Các cầu thủ có thể giữ hơn một quốc tịch ngoài FIFA.
| Số | VT | Quốc gia | Cầu thủ               |
| -- | -- | -------- | --------------------- |
| 1  | TM | Việt Nam | Trần Minh Phương      |
| 2  | HV | Việt Nam | Đặng Văn Tường        |
| 3  | HV | Việt Nam | Phan Nguyễn Duy Giang |
| 4  | HV | Việt Nam | Cao Hoa Kỳ            |
| 5  | HV | Việt Nam | Bùi Văn Đông          |
| 6  | TV | Việt Nam | Bùi Đình Châu         |
| 7  | TV | Việt Nam | Phạm Ngọc Quốc        |
| 8  | TV | Việt Nam | Trần Văn Luân         |
| 9  | TĐ | Việt Nam | Nguyễn Thắng Bảo      |
| 10 | TĐ | Việt Nam | Lê Đức Tài            |
| 11 | TV | Việt Nam | Nguyễn Viết Bính      |
| 12 | HV | Việt Nam | Trần Anh Thi          |
| 13 | TĐ | Việt Nam | Nguyễn Vương Vũ       |
| 14 | HV | Việt Nam | Lê Văn Sáu            |
| 15 | TV | Việt Nam | Lâm Văn Ngoan         |

| Số | VT | Quốc gia | Cầu thủ              |
| -- | -- | -------- | -------------------- |
| 16 | HV | Việt Nam | Trần Anh Thi         |
| 17 | TV | Việt Nam | Ngô Dương Thái       |
| 18 | TĐ | Việt Nam | Nguyễn Thanh Lâm     |
| 19 | TV | Việt Nam | Trần Đức Trung       |
| 20 | HV | Việt Nam | Trần Phú Nguyên      |
| 21 | TĐ | Việt Nam | Trần Anh Tuấn        |
| 22 | TĐ | Việt Nam | Hoàng Ngọc Hùng      |
| 23 | TV | Việt Nam | Phạm Văn Quốc        |
| 30 | TM | Việt Nam | Nguyễn Lê Nhật Quang |
| 31 | TV | Việt Nam | Nguyễn Bá Dương      |
| 39 | TĐ | Việt Nam | Nguyễn Đức Kiệt      |
| 40 | HV | Việt Nam | Trương Đình Luật     |

## Cầu thủ tiêu biểu
- Lâm Văn Ngoan
- Nguyễn Tấn Phát
- Thomas Oscar Diaz
- Trần Minh Lợi

## Các huấn luyện viên
- Nguyễn Thanh Giang (2003 - 2004)
- Hồ Văn Thu (2005 - tháng 2 năm 2008)
- Võ Hoàng Bửu (tháng 2 năm 2008 - tháng 10 năm 2008)
- Vũ Trường Giang (tháng 11 năm 2008 - tháng 9 năm 2009)
- Phạm Anh Tuấn (tháng 10 năm 2009 - tháng 3 năm 2012)
- Vũ Trường Giang (13 tháng 3 năm 2012 - tháng 5 năm 2014)
- Mang Văn Xích (tháng 5 năm 2014 - tháng 7 năm 2018)
- Nguyễn Hoàng Huân Chương (tháng 7 năm 2018 - tháng 6 năm 2019)
- Nguyễn Đình Hưng (tháng 6 năm 2019 - 2020)
- Hoàng Hải Dương (2020 - tháng 1 năm 2021)
- Trương Đình Luật (tháng 1 năm 2022 - nay)

## Thành tích tạiHạng Nhất
| Năm  | Thành tích              | Số trận | Thắng | Hòa | Thua | Bàn thắng | Bàn thua | Điểm |
| ---- | ----------------------- | ------- | ----- | --- | ---- | --------- | -------- | ---- |
| 2006 | Thứ 11                  | 26      | 6     | 11  | 9    | 28        | 38       | 29   |
| 2007 | Thứ 10                  | 26      | 8     | 7   | 11   | 30        | 36       | 31   |
| 2008 | Thứ 10                  | 26      | 6     | 10  | 10   | 28        | 31       | 28   |
| 2009 | Thứ 6                   | 24      | 8     | 7   | 9    | 30        | 37       | 31   |
| 2010 | Thứ 8                   | 24      | 7     | 8   | 9    | 39        | 51       | 29   |
| 2011 | Thứ 12                  | 26      | 7     | 6   | 13   | 34        | 40       | 27   |
| 2012 | Thứ 13 (xuống hạng nhì) | 26      | 8     | 5   | 13   | 28        | 38       | 29   |
| 2014 | Thứ 8 (xuống hạng nhì)  | 14      | 1     | 6   | 7    | 12        | 21       | 9    |
| 2016 | Thứ 5                   | 18      | 6     | 7   | 5    | 23        | 25       | 25   |
| 2017 | Thứ 6                   | 12      | 2     | 5   | 5    | 13        | 20       | 11   |
| 2018 | Thứ 6                   | 18      | 5     | 5   | 8    | 23        | 31       | 20   |
| 2019 | Thứ 7                   | 22      | 8     | 4   | 10   | 32        | 33       | 28   |
| 2020 | Thứ 7                   | 16      | 5     | 5   | 6    | 12        | 18       | 20   |

## Thành tích tạiHạng Nhì
| Năm  | Thành tích | Số trận | Thắng | Hòa | Thua | Bàn thắng | Bàn thua | Điểm |
| ---- | ---------- | ------- | ----- | --- | ---- | --------- | -------- | ---- |
| 2005 | Thứ 2      | 15      | 7     | 5   | 3    | 25        | 16       | 26   |
| 2013 | Vô địch    | 11      | 6     | 5   | 0    | 17        | 6        | 23   |
| 2015 | Vô địch    | 13      | 7     | 5   | 1    | 23        | 9        | 26   |

## Nhà tài trợ
- 2000: Adidas
- 2006: Nike
- 2008: Giày Thành Công
- 2009-2021: Xi măng FICO
- 2022-nay: Tập đoàn Hải Đăng